# Победници светских првенстава у атлетици на отвореном — 400 метара препоне
Дисциплина трчања на 400 метара са препонама у мушкој конкуренцији налази се у програму светских првенстава у атлетици од 1. Светског првенства 1983. у Хелсинкију.
Највише успеха у појединачној конкуренцији имао је светски рекордер Карстен Вархолм (Норвешка) са три освојене златне медаље. Рекордер Светских првенстава са временом од 46 секунди и 29 стотинки, оствареним 2022. у Јуџину, је Бразилац Алисон дос Сантос. У екипној конкуренцији Американци доминирају са осамнаест освојених медаља.
Победници светских првенстава и њихови резултати приказани су у следећој табели. Резултати освајача медаља су дати у формату секунде,стотинке.
| Светско првенство       |                                      |           |                                              |       |                                   |       |
| Хелсинки 1983. детаљи   | Едвин Мозес Сједињене Државе         | 47,50 РСП | Харалд Шмит Западна Немачка                  | 48,61 | Александар Харлов Совјетски Савез | 49,03 |
| Рим 1987. детаљи        | Едвин Мозес Сједињене Државе         | 47,46 РСП | Дени Херис Сједињене Државе                  | 47,48 | Харалд Шмит Западна Немачка       | 47,48 |
| Токио 1991. детаљи      | Самјуел Матете Замбија               | 47,64     | Винтроп Грејем Јамајка                       | 47,74 | Крис Акабуси Велика Британија     | 47,86 |
| Штутгарт 1993. детаљи   | Кевин Јанг Сједињене Државе          | 47,18 РСП | Самјуел Матете Замбија                       | 47,60 | Винтроп Грејем Јамајка            | 47,62 |
| Гетеборг 1995. детаљи   | Дерик Еткинс Сједињене Државе        | 47,98     | Самјуел Матете Замбија                       | 48,03 | Стефан Дијагана Француска         | 48,14 |
| Атина 1997. детаљи      | Стефан Дијагана Француска            | 47,70     | Луелен Херберт Јужна Африка                  | 47,86 | Брајан Бронсон Сједињене Државе   | 47,88 |
| Севиља 1999. детаљи     | Фабрицио Мори Италија                | 47,72     | Стефан Дијагана Француска                    | 48,12 | Марсел Шелберт Швајцарска         | 48,13 |
| Едмонтон 2001. детаљи   | Феликс Санчез Доминиканска Република | 47,49     | Фабрицио Мори Италија                        | 47,54 | Даи Темесуе Јапан                 | 47,89 |
| Париз 2003. детаљи      | Феликс Санчез Доминиканска Република | 47,25     | Џои Вуди Сједињене Државе                    | 48,18 | Периклис Јаковакис Грчка          | 48,24 |
| Хелсинки 2005. детаљи   | Бершон Џексон Сједињене Државе       | 47,30     | Џејмс Картер Сједињене Државе                | 47,43 | Даи Темесуе Јапан                 | 48,10 |
| Осака 2007. детаљи      | Керон Клемент Сједињене Државе       | 47,61     | Феликс Санчез Доминиканска Република         | 48,01 | Марек Плавго Пољска               | 48,12 |
| Берлин 2009. детаљи     | Керон Клемент Сједињене Државе       | 47,91     | Хавиер Кулсон Порторика                      | 48,09 | Бершон Џексон Сједињене Државе    | 48,23 |
| Тегу 2011. детаљи       | Дејвид Грин Велика Британија         | 48,26     | Хавиер Кулсон Порторико                      | 48,44 | Л. Џ. ван Зил Јужна Африка        | 48,80 |
| Москва 2013. детаљи     | Џешуе Гордон Тринидад и Тобаго       | 47,69     | Мајкл Тинсли Сједињене Државе                | 47,70 | Емир Бекрић Србија                | 48,05 |
| Пекинг 2015. детаљи     | Николас Бет Кенија                   | 47,79     | Денис Кудрјавцев Русија                      | 48,05 | Џафри Гибсон Бахаме               | 48,17 |
| Лондон 2017. детаљи     | Карстен Вархолм Норвешка             | 48,35     | Јасмани Копело Турска                        | 48,49 | Керон Клемент Сједињене Државе    | 48,52 |
| Доха 2019. детаљи       | Карстен Вархолм Норвешка             | 47,42     | Раи Бенџамин Сједињене Државе                | 47,66 | Абдерахман Самба Катар            | 48,03 |
| Јуџин 2022. детаљи      | Алисон дос Сантос Бразил             | 46,29 РСП | Раи Бенџамин Сједињене Државе                | 46,89 | Тревор Басит Сједињене Државе     | 47,39 |
| Будимпешта 2023. детаљи | Карстен Вархолм Норвешка             | 46,89     | Кајрон Мекмастер Британска Девичанска Острва | 47,34 | Раи Бенџамин Сједињене Државе     | 47,56 |
| Токио 2025.             |                                      |           |                                              |       |                                   |       |

## Биланс медаља у трци на 400 метара са препонама
Стање после СП 2023.
|     | Земља                       |    |    |    |    |
| --- | --------------------------- | -- | -- | -- | -- |
| 1.  | Сједињене Државе            | 7  | 6  | 5  | 18 |
| 2.  | Норвешка                    | 3  | 0  | 0  | 3  |
| 3.  | Доминиканска Република      | 2  | 1  | 0  | 3  |
| 4.  | Замбија                     | 1  | 2  | 0  | 3  |
| 5.  | Француска                   | 1  | 1  | 1  | 3  |
| 6.  | Италија                     | 1  | 1  | 0  | 2  |
| 7.  | Уједињено Краљевство        | 1  | 0  | 1  | 2  |
| 8.  | Тринидад и Тобаго           | 1  | 0  | 0  | 1  |
| 8.  | Кенија                      | 1  | 0  | 0  | 1  |
| 8.  | Бразил                      | 1  | 0  | 0  | 1  |
| 11. | Порторико                   | 0  | 2  | 0  | 2  |
| 12. | Западна Немачка             | 0  | 1  | 1  | 2  |
| 12. | Јамајка                     | 0  | 1  | 1  | 2  |
| 12. | Јужна Африка                | 0  | 1  | 1  | 2  |
| 15. | Русија                      | 0  | 1  | 0  | 1  |
| 15. | Турска                      | 0  | 1  | 0  | 1  |
| 15. | Британска Девичанска Острва | 0  | 1  | 0  | 1  |
| 18. | Јапан                       | 0  | 0  | 2  | 2  |
| 19. | Совјетски Савез             | 0  | 0  | 1  | 1  |
| 19. | Швајцарска                  | 0  | 0  | 1  | 1  |
| 19. | Грчка                       | 0  | 0  | 1  | 1  |
| 19. | Пољска                      | 0  | 0  | 1  | 1  |
| 19. | Србија                      | 0  | 0  | 1  | 1  |
| 19. | Бахами                      | 0  | 0  | 1  | 1  |
| 19. | Катар                       | 0  | 0  | 1  | 1  |
|     | Укупно 25 земаља            | 19 | 19 | 19 | 57 |